# Menosoma taeniata
Menosoma taeniata är en insektsart som beskrevs av Rauno E. Linnavuori 1955. Menosoma taeniata ingår i släktet Menosoma och familjen dvärgstritar. Inga underarter finns listade i Catalogue of Life.